# Arroyo de Flores
Der Arroyo de Flores, auch als Arroyo de las Flores bezeichnet, ist ein Fluss in Uruguay.
Er entspringt am Westhang der Cuchilla de Marincho und verläuft auf dem Gebiet des Departamentos Flores. Er mündet als linksseitiger Zufluss in den Oberlauf des Arroyo Marincho.